# The Long and Winding Road
«The Long and Winding Road» (с англ. — «Долгая и извилистая дорога») — песня Пола Маккартни, впервые опубликованная в альбоме группы «Битлз» «Let It Be» (1970).

## История песни

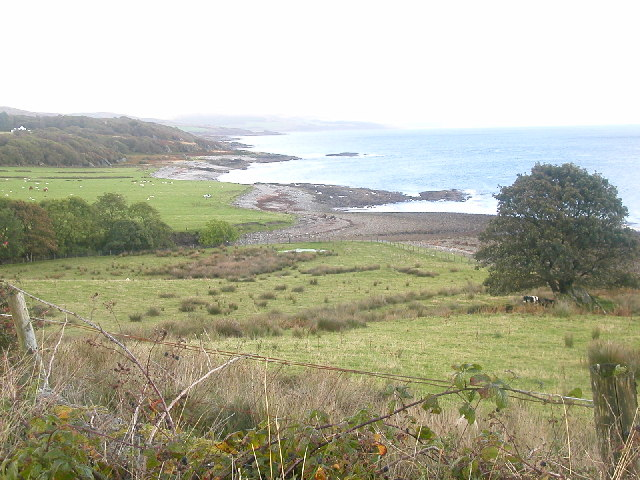
На сочинение песни Маккартни вдохновила «спокойная красота Шотландии». На фото — береговая линия полуострова Кинтайр, недалеко от фермы Маккартни.

Группа работала над песней в период сессий альбома Get Back. В ходе записи Маккартни играл на пианино и пел, Леннон играл на шестиструнной бас-гитаре, Харрисон — на электрогитаре с эффектом Лесли, Старр — на барабанах и Билли Престон — на электропиано.
На пластинку Let It Be композиция вошла в аранжировке Фила Спектора, в которую тот включил симфонический оркестр и вокализ женского хора. Впоследствии в числе причин столь пышной аранжировки Спектор указывал на ряд грубых ошибок, допущенных Ленноном на басу, которые он хотел «заглушить». Оркестровая версия не была согласована с автором и не нравилась ему (особенно его раздражали «разливы» арф). В дальнейшей (сольной) карьере Маккартни предпочитал более скромные аранжировки песни, часто исполнял её под аккомпанемент одного лишь фортепиано. Авторская версия песни представлена в альбоме 2003 года Let It Be... Naked, Ринго Старр прокомментировал: «Ничего не имею против струнных Спектора, это просто другой подход к прослушиванию. Но прошло целых 30 лет с тех пор как я слышал эту версию, и меня просто унесло».
Эта песня стала последней песней «Битлз» номер один в США и последним синглом (с песней «For You Blue» на обороте диска), выпущенным группой.

## Другие версии
Версия песни, представленная Уиллом Янгом и Гаретом Гейтсом, в 2002 году две недели (с 5 по 18 октября) занимала первое место в хит-параде Великобритании.